# Commissariado do Povo para as Nacionalidades
O Commissariado do Povo para as Nacionalidades (abreviatura transliterada como Narkomnats) foi uma instituição criada pelo Governo da União Soviética para lidar com as nacionalidades não-russas, sendo parte integrante do Conselho do Comissariado do Povo e tendo sido estabelecido ainda antes da Revolução de Outubro, a 11 de Junho de 1917.